# Challenger de Baton Rouge
EL Baton Rouge Pro Tennis Classic es un torneo profesional de tenis. Pertenece al ATP Challenger Series. Se juega desde el año 2008 sobre pistas duras, en Baton Rouge, Estados Unidos.

## Palmarés

### Individuales
| Año  | Campeón         | Finalista     | Resultado           |
| ---- | --------------- | ------------- | ------------------- |
| 2010 | Kevin Anderson  | Tobias Kamke  | 6–7(7), 7–6(7), 6–1 |
| 2009 | Benjamin Becker | Rajeev Ram    | 6–2, 3–6, 6–4       |
| 2008 | Bobby Reynolds  | Igor Kunitsyn | 6–3, 6–7(3), 7–5    |

### Dobles
| Año  | Campeones                    | Finalistas                  | Resultado           |
| ---- | ---------------------------- | --------------------------- | ------------------- |
| 2010 | Stephen Huss Joseph Sirianni | Chris Guccione Frank Moser  | 1–6, 6–2, [13–11]   |
| 2009 | Rajeev Ram Bobby Reynolds    | Harsh Mankad Scott Oudsema  | 6–3, 6–7(6), [10–3] |
| 2008 | Phillip Simmonds Tim Smyczek | Ryan Harrison Michael Venus | 2–6, 6–1, [10–4]    |